# PowerArchiver
A PowerArchiver egy szabadalmaztatott fájlarchiváló, melyet a ConeXware Inc. fejleszt Borland Delphiben Microsoft Windows platformra. Sok fájlformátumot képes írni-olvasni, például a ZIP-et, a 7z-t, és a TAR-t, valamint olvassa a RAR-t, az ACE-et és számos lemezképformátumot. A program próbaváltozata 40 napig használható. A személyes licenc teljes körű, ingyenes frissítéseket tesz elérhetővé a szoftver összes jövőbeli változatához, miközben az üzleti licenc két fő verzióig érvényes.
A PowerArchivert 1999 márciusában adták ki először nyilvánosan mint ingyenes archiváló szoftvert. 2001 júniusában a fejlesztők a shareware felé fordultak. A PowerArchiver név előtt az EasyZip nevet használták. Egy parancssoros változatot és egy Microsoft Outlook plugint is tartalmazott. A PowerArchive felhasználói felületét 15 nyelvre fordították le.
A PowerArchiver legutóbbi kiadása teljes mértékben támogatja a Windows Vistát és a Ribbon GUI-t használja, hasonlóan a Microsoft Office 2007-hez.

## További információ
- pre-9.0
- post-9.0